# Estudio de la historieta

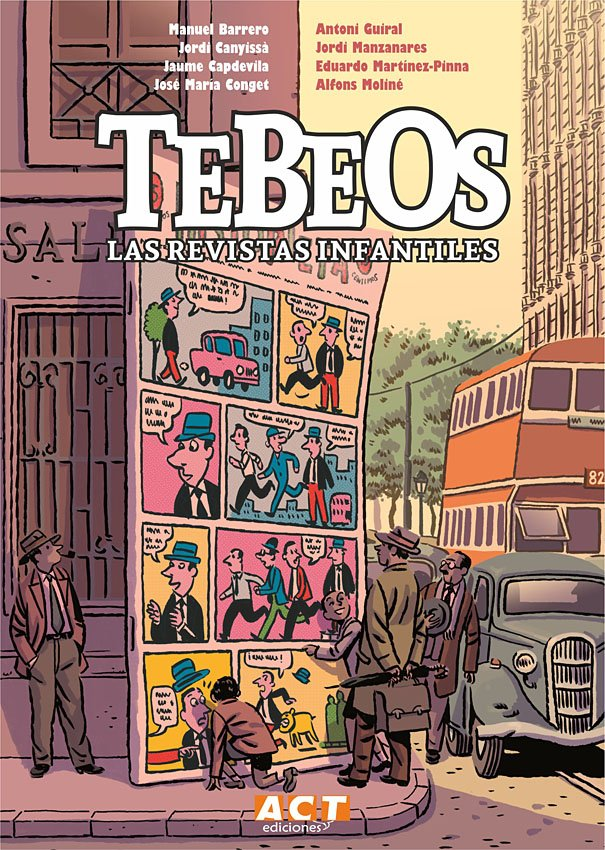
Ilustración de Paco Roca para la portada del libro "Tebeos. Las revistas infantiles", primer número de la colección "Memoria de la historieta".

La crítica y estudio del cómic o historieta es una actividad intelectual cuyo objetivo es analizar los cómics y su relación con la realidad, las demás artes, los lectores y la sociedad en general. 

## Características generales
En Estados Unidos, han proliferado tradicionalmente los ensayos realizados por los propios autores: Coulton Waugh, Jim Steranko, Jerry Robinson, Harvey Kurtzman, Will Eisner y Scott McCloud.
El catedrático Juan Antonio Ramírez ha señalado la parvedad del número de estudios dedicados al cómic en la Universidad Española respecto a otras artes. A su tesis doctoral, pionera en 1975, añade la de Francisca Lladó en la UIB (Los Comics de la Transición) y las de Pablo Dopico y Santiago García en la UAM. Considera que esta carencia puede explicarse por la naturaleza intersticial del cómic, que no encaja bien en unos departamentos de literatura separados por ámbitos lingüísticos ni en los de las artes visuales.
Precisamente, la reciente aparición de buen número de estudios universitarios sobre cómic en departamentos de literatura, y no de arte (This Book Contains Graphic Language: Comics As Literature de Rocco Versaci o Alternative Comics: An Emerging Literature de Charles Hatfield), puede explicar en parte la insistencia en identificar el cómic como literatura.

## Historia
El primer ensayo completo sobre la historia del medio fue The Comics (1947) de Coulton Waugh, elogiado por haber dado cumplimiento a la necesidad de un estudio en profundidad de esta rama floreciente de la literatura popular. En España, los pioneros del estudio y difusión del cómic fueron Luis Montañés (1945), Francisco Alemán Sainz (años cincuenta y sesenta), José A. Loren (1958), Margarita Sánchez Brite (1958) y Jesús María Vázquez (1959).
A mediados de los sesenta, se dio a conocer la primera generación de estudiosos españoles del cómic: Luis Gasca, Antonio Lara y Antonio Martín. En Italia, Umberto Eco publica Apocalípticos e integrados (1965).
Siguiendo esta línea semiótica, ven la luz en Latinoamérica La historieta en el mundo moderno (1970) de Oscar Masotta y Para leer al Pato Donald (1972) de Ariel Dorfman y Armand Mattelart. En España, mientras tanto, aparece una segunda generación de estudiosos del medio, compuesta por Mariano Ayuso, Luis Conde Martín, Jesús Cuadrado, Ignacio Fontes, Carlo Frabetti, Pacho Fernández Larrondo, Federico Moreno, Ludolfo Paramio y Pedro Tabernero, una parte de los cuales intentaron asociarse en mayo de 1972 para constituir la "Asociación de Críticos y Estudiosos Españoles del Cómic" (Acriescom).
En 1973 y en Estados Unidos, inició su labor David Kunzle, dedicado a estudiar los orígenes del medio en los dos volúmenes de su History of the Comic Strip (The Early Comic Strip: Narrative Strips and Picture Stories in the European Broadsheet from c. 1450 to 1825, 1973, y The Nineteenth Century, 1990) y en Father of the Comic Strip: Rodolphe Töpffer (2007). En España, se publica Historia de los Comics (1983-1984), bajo la coordinación de Javier Coma, y se intenta consolidar una "Asociación de Escritores sobre la Historieta" (Aseshi).
Will Eisner publica El cómic y el arte secuencial (Comics and Sequential Art, 1985) y La narración gráfica (Graphic Storytelling and Visual Narrative, 1996). Scott McCloud hace lo propio con Understanding Comics: The invisible art (1993).